# ملعب محمد بن سعيد
ملعب محمد بن سعيد هو ملعب لكرة القدم يقع في مدينة مستغانم الجزائرية. ويلعب فيه نادي ترجي مستغانم و وداد امل مستغانم.

## مواضيع ذات صلة
- الرياضة في الجزائر
- الاتحادية الجزائرية لكرة القدم
- الرابطة الجزائرية المحترفة الأولى لكرة القدم
- قائمة ملاعب كرة القدم في الجزائر

## وصلات خارجية
- (بالعربية) الموقع الرسمي للاتحادية الجزائرية لكرة القدم